# Podocarpus sylvestris
Podocarpus sylvestris är en barrträdart som beskrevs av J.T. Buchholz. Podocarpus sylvestris ingår i släktet Podocarpus och familjen Podocarpaceae. IUCN kategoriserar arten globalt som livskraftig. Inga underarter finns listade i Catalogue of Life.